# Sunay Erdem
Sunay Erdem (nascido em 17 de março de 1971) é um famoso Turco arquiteto paisagista (graduado) e auto-didata arquiteto. Ele é um dos arquitetos paisagistas mais prolíficos da Turquia da sua geração. Sunay Erdem fundada Erdem Architects com seu irmão, Günay Erdem, em 1998.
Sunay Erdem projetou muitos projetos de design urbano em mais de 40 países diferentes. Erdem foi utilizando o método de esboço à mão livre desde 1992 e tem mais de 700 perspectivas à mão livre. Seu esboço água colorida ganhou o primeiro prêmio em 2013 Esboço Showdown competição, Mixed Media, que foi organizado pela Philadelphia Center for Architecture. Ele ganhou o Prêmio da Turquia Nacional de Arquitectura na Apresentação categoria de Ideias (2010). Sunay Erdem também ganhou turcos Prémios Nacionais de Arquitectura Paisagista em 2009, 2010 e 2013, que foram dada pela Câmara de Arquitectos paisagistas na Turquia.

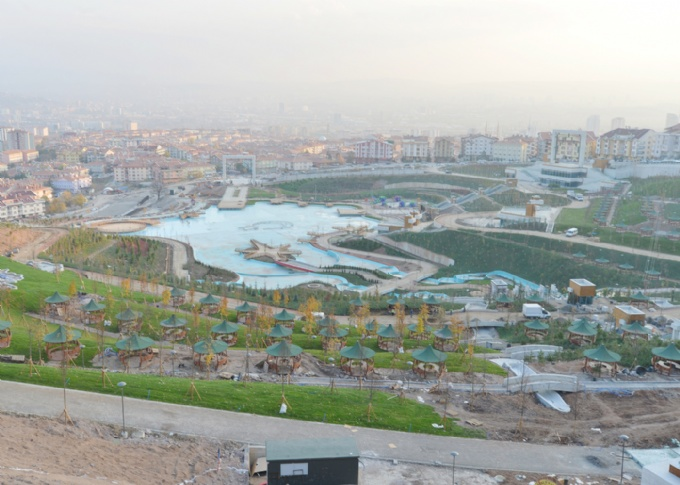
Esertepe Parque, Ankara, Turquia

## Prêmios
Prêmios em competições internacionais
- La Spezia Arsenale 2062 concurso, Itália, Winner, de 2014

- Centro Regional para a Qualidade da Educação e Excelência Desportiva, Jubail, na Arábia Saudita, 3ª Award de 2014
- 3C: Comprehensive Comunidades Costeiras Concurso de Ideias, New York, EUA, Wildcard Winner, de 2013
- ENVISION 2040, verde Works Orlando Design Competition, Orlando, EUA, um vencedor de 2013
- Festival Internacional de Arte e Construção, Toldo Competição, Espanha, 1º Prémio de 2013 ifac2013
- ativar! Concurso de design para redefinir o espaço público em Chicago, EUA Menção Honrosa de 2013

- Esboço Showdown competição, Mixed Media, Filadélfia, EUA, Winner, de 2013
- Art In The Plaza, Minneapolis, EUA, 1º Lugar, de 2013
- Home For Concurso Humanidade, San Francisco, EUA, Winner, 2012
- LifeEdited Apartamento # 2Challenge competição, New York, EUA, Winner, 2012
- Recconect Riverton Pedestrian Bridge, Canadá, Winner, 2011[ligação inativa]
- Vancouver Viadutos & núcleo oriental, re: conectar um Ideias abertas competição, Vancouver, Canadá, Winner, 2011
- O Porto Velho junto com Örfirisey na competição Reykjavik International, Reykjavik, Islândia, Winner, 2009